# Ossulstone
L'Ossulstone fu una millenaria ripartizione territoriale della contea inglese del Middlesex, oggi totalmente inglobata nella capitale britannica.

## Storia
La centena era una ripartizione del territorio operata dal conte, ai fini della riscossione fiscale e militare. L’Ossulstone si formò ancor prima della definitiva instaurazione del Regno d'Inghilterra nel 1066, e occupava l’area a nord della capitale. La sua superficie era di 48.000 acri, circa 194 chilometri quadrati, ed era a sua volta ripartita in numerose parrocchie della diocesi di Londra.
L’accostamento alla capitale comportò tuttavia particolarità crescenti a causa della smodata crescita demografica e della presenza di varie liberties, fondi di proprietà aristocratica che imponevano una propria giurisdizione civile. Nel Settecento si crearono cinque divisioni che svuotarono di fatto le funzioni della centena: Kensington, Holborn, Finsbury, Tower Hamlets e Westminster.

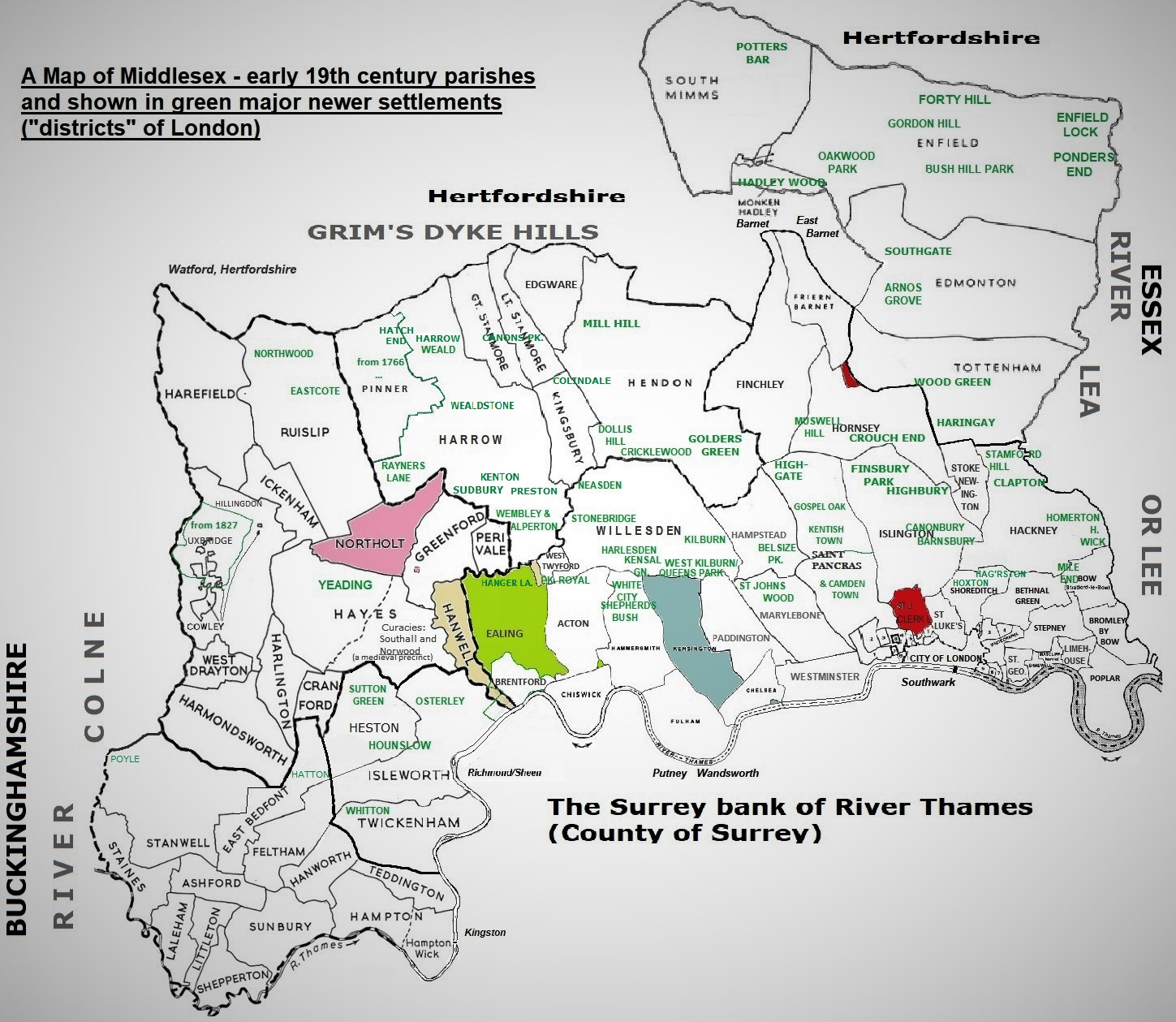
Disegno del territorio

Nel corso dell’Ottocento la popolazione arrivò a sfondare il milione di abitanti. Nel 1855 la fondazione del Comitato metropolitano dei lavori pubblici introdusse un ulteriore ordinamento amministrativo da cui rimasero tuttavia escluse le parrocchie più esterne: Acton, Ealing e Chiswick della divisione di Kensington, Finchley, Friern Barnet e Hornsey nella divisione di Finsbury. Nel 1889 il Comitato fu sostituito dalla nuovissima Contea di Londra.